# Završje Loborsko
Završje Loborsko falu Horvátországban Krapina-Zagorje megyében.

## Fekvése
Krapinától 16 km-re, községközpontjától  1 km-re délkeletre a Horvát Zagorje területén fekszik. Közigazgatásilag Loborhoz tartozik.

## Története
1857-ben 446, 1910-ben 826 lakosa volt. A trianoni békeszerződésig Varasd vármegye Zlatari járásához tartozott. 2001-ben 346 lakosa volt.

## Külső hivatkozások
- Lobor község hivatalos oldala
- Nemhivatalos oldal Archiválva 2013. május 14-i dátummal a Wayback Machine-ben